# Teana
Teana è un comune italiano di 504 abitanti della provincia di Potenza in Basilicata, situato all'interno del parco nazionale del Pollino, che fa parte della comunità montana Alto Sinni.
Le sue origini si rifanno all'antica Magna Grecia, secondo la leggenda il suo nome deriva dalla moglie di Pitagora, che vi trascorreva le estati. La presenza di ruderi di una rocca testimoniano una certa importanza del luogo in epoca longobarda.

## Geografia fisica
Teana si trova a 806 m s.l.m., precisamente tra i monti Caramola e Volturino e presso la fiumara Serrapotamo. Confina con Calvera, Carbone, Castronuovo di Sant'Andrea, Chiaromonte, Fardella.

## Storia
L'origine di Teana si perde nell'antichità: alcuni studiosi hanno ventilato l'ipotesi che questo borgo, edificato da coloni greci, fosse la sede estiva della scuola religioso-filosofica di Pitagora (580-504 a.C.); il nome di Teana sarebbe una deformazione del nome di sua moglie Teano. In verità, nel corso del tempo, il paese ha avuto varie denominazioni di origine greco-latina (Tugane, Touganon, Tygana, Tihanum, Teana, Latigana, La thaiana, Lateana) ed ancor oggi dagli abitanti e nei dintorni viene denominata "La Tigana".
Certo è che il centro urbano esisteva al tempo dei Longobardi, i quali vi costruirono una fortezza e vi istituirono un gastaldato. Nel X-XI secolo giunsero, provenienti dal Mercurion, i monaci basiliani che crearono l'unità spirituale e religiosa delle popolazioni del territorio e costituirono una nuova eparchia monastica nella valle del Sinni, quella del Latiniano. È probabile che Teana rivestisse un ruolo di una certa importanza nel Latiniano; vi furono eretti da Beniamino due monasteri (San Basilio e San Filippo) dipendenti dal grande monastero di Carbone. Nella seconda metà dell'XI secolo Teana rientrava nella vasta contea di Chiaromonte ed apparteneva alla diocesi latina di Acerenza; alla fine del XII secolo divenne feudo dei Sanseverino di Bisignano ai quali restò confermata fino al 1343, quando Eufrasia la portò in dote a Giacomo di Missanello.
Nel 1267 contava 400 abitanti, 954 abitanti nel 1521 e nel 1561 toccava il massimo storico di 2 604 abitanti, dopo di che iniziava un netto decremento demografico a causa di carestie, epidemie (nel 1562), peste nera (1576, 1656) e terremoti (nel 1561, 1584, 1592) tanto da raggiungere il minimo storico di 306 abitanti nel 1669. Al 1683 risale la relazione che il perito D'Urso fece per incarico del marchese Domenico I Missanello: nel centro di Teana esistevano 4 chiese e 6 cappelle, il castello era adibito a carcere; la situazione economica dei contadini era drammatica. I Missanello, pur se residenti a Napoli, per mezzo di un governatore controllavano il paese ed esercitavano il potere seguendo la consuetudine feudale con prepotenze e vessazioni di ogni genere. Nel 1690 parte della popolazione di Teana, stanca di sopportare i soprusi del marchese, preferì rifugiarsi nelle confinanti terre del principe di Bisignano, dove fondò il nuovo borgo di Fardella. Nel 1693 un grande incendio danneggiò gravemente numerosi edifici, tra cui il castello le cui pietre furono utilizzate per le nuove costruzioni.
Dopo più di quattro secoli di appartenenza alla casata dei Missanello, nel 1770 Teana passò ai Donnaperna di Senise.
Con la formazione del Regno d'Italia, Teana venne collocata nel Mandamento di Chiaromonte, incluso nel Circondario di Lagonegro. Nel 1876 fu istituito a Teana il Pio Istituto di Prestiti e Risparmi per Operai ed Agricoltori e nel 1884 venne fondata da 103 soci una società operaia denominata "La Sentinella" al fine di promuovere l'agricoltura.
Nel 1928 venne incorporata a Chiaromonte,  assieme a Fardella.

## Società

### Evoluzione demografica
Abitanti censiti

## Cultura
I principali monumenti che si possono ammirare in paese sono i ruderi del castello longobardo, la chiesa della Madonna del Carmine e le cappelle di San Cristofaro e di Santa Maria delle Grazie.
Si può visitare il Museo della Civiltà Contadina, in cui è conservata un’interessante raccolta di oggetti d’uso quotidiano e strumenti di lavoro, tipici della civiltà agro-pastorale. L’intera collezione di oggetti consta di oltre 250 pezzi, provenienti dal territorio di Teana e da tutto il Senisese.

### Chiesa Madre
La chiesa madre di Teana, dedicata alla Madonna del Carmine è una delle più belle del circondario ma purtroppo devastata dal terremoto del 1857 che ne ha fatto crollare la lamia sovrastante oltre che due livelli e la cupola del campanile.
Imponente nella struttura, presenta due bei portali in pietra bianca, il principale è ad arco e affiancato da due lesene con capitelli, eleganti decori su pietra, invece, impreziosiscono quello più piccolo su cui si notano anche due lesene sormontate da una trabeazione a sua volta sovrastata da un’immagine della Madonna con Bambino.
Sul lato svetta il campanile a base quadrata con copertura a cuspide. Delicati stucchi abbelliscono l’interno, la cui volta a botte presenta pregevoli affreschi, ma da ammirare è anche il quadro dell'Annunziata sulla sinistra dell’altare maggiore in marmi policromi. Nel centro storico si trova anche la chiesa di San Cristofaro.

### Marino di Teana
Teana è il paese delle sculture monumentali di Marino di Teana, riconosciuto dalla critica internazionale come uno dei maggiori scultori di metallo del XX secolo.
Le opere di rara bellezza sono allestite in un museo “a cielo aperto”, in diversi punti del borgo.
Il percorso scultoreo consiste in cinque installazioni di diversa ma ugualmente affascinante fattura: in marmo bianco di Carrara è la “Nave siderale”, collocata nello splendido Palazzo Lecce, poi ” Alba”, sistemata all’interno del centro storico, in prossimità della casa natale dell’artista e del Museo della civiltà contadina.
Tutte le altre si possono ammirare davanti al Municipio: “Federico II Hohenstaufen a cavallo”, in bronzo e “Omaggio al Mediterraneo” e ” Omaggio a Lao-Tse”, in acciaio.

### Eventi
Festività principali l'8 e il 9 agosto, festa di Sant'Antonio e della Madonna delle Grazie, con processione e tipico ballo delle "gregne". Si festeggia inoltre il santo patrono San Biagio a febbraio e maggio.
Negli ultimi anni è ripresa l'antichissima tradizione di festeggiare il tipico carnevale teanese. Nell'ultimo sabato di carnevale un corteo di maschere tradizionali, tra cui spiccano l'Urs, Carniluvar e sua moglie Quaremma, invade il paese e lo rivoluziona con canti, balli e festeggiamenti fino a tarda notte. Carniluvar sarà processato per le sue malefatte.

### Cucina
Tra i piatti tipici ci sono i “rascatiell di mischiglio”, pasta fatta in casa preparata con un mix di farina di grano e di legumi, in particolare fave e ceci, poi condita con pomodori freschi e basilico; ottimi sono anche i “maccaruni cà millica”, un’altra prelibata tipologia di pasta casereccia, questa volta condita con la mollica di pane. A completare il paniere di bontà: vino, salumi, miele e formaggi.
Il paese di Teana è inserito nel percorso del Cammino del mischiglio che attraversa altri tre Comuni della valle del Serrapotamo (Chiaromonte, Fardella, Calvera) e prende il nome proprio dal mix di farine di grano, fave e cereali tipico di questo territorio.